# Hoplotarache basialba
Hoplotarache basialba là một loài bướm đêm trong họ Noctuidae.